# Nordkapp-Klasse
Die Nordkapp-Klasse ist eine Serie von drei Hochsee-Patrouillenschiffen der Norwegischen Küstenwache. Die Schiffe werden bis 2024 durch Neubauten der Jan-Mayen-Klasse ersetzt.

## Allgemeines
Die Schiffe wurden zum Schutz der norwegischen Wirtschaftszone im Europäischen Nordmeer und der Barentssee gebaut. Aufgrund von Etatkürzungen wurden von den ursprünglich sieben geplanten Einheiten aber nur drei in Dienst gestellt.
Im Verteidigungsfall ist eine direkte Unterstellung zur Kongelige Norske Marine vorgesehen. Aus diesem Grund sind die Schiffe auch für die U-Jagd sowie zur Aufnahme von Seezielflugkörpern und Flugabwehrraketen ausgerüstet. Im Laufe der nunmehr über 40-jährigen Dienstzeit sind die Bewaffnung und Elektronik mehrfach modernisiert worden.

## Einheiten
| Name     | Schiffs- kennung | Bauwerft                     | Indienst- stellung | Außerdienst- stellung | benannt nach |
| -------- | ---------------- | ---------------------------- | ------------------ | --------------------- | ------------ |
| Nordkapp | W 320            | Bergen Mekaniske Verksted    | 25. April 1981     |                       | Nordkap      |
| Senja    | W 321            | Horten Verft                 | 6. Mai 1981        | November 2021         | Senja        |
| Andenes  | W 322            | Haugesund Mekaniske Verksted | 30. Januar 1982    |                       | Andenes      |

Die Nordkapp wurde am 1. November 2022 der Marine unterstellt und erhielt die Schiffskennung A 531. Seit Januar 2023 wird sie als Flaggschiff der Standing NATO Mine Countermeasures Group 1 eingesetzt.